# Koacerwat
Koacerwaty to duże micele samoistnie tworzące się w układach koloidalnych wielu ważnych związków organicznych, takich jak białka, tłuszcze i kwasy nukleinowe.
Bariera rozgraniczająca koacerwat od środowiska zewnętrznego jest półprzepuszczalna i środowisko panujące wewnątrz nich często znacząco odbiega od tego na zewnątrz. Dodając do roztworu takie enzymy, które będą miały tendencję do stawania się częścią koacerwatów, można uzyskać efekt pseudometabolizmu.
Koacerwaty to forma materii nieożywionej najbliższa komórkom. Najważniejszą różnicą między nimi jest brak zdolności koacerwatów do rozmnażania się. Według wielu hipotez dotyczących powstania życia żywe komórki wywodzą się właśnie z nich.
Postulowany mechanizm wyglądałby następująco:
1. samoistnie tworzy się materia organiczna z nieorganicznej
2. z materii organicznej w oceanach tworzą się samoistnie koacerwaty
3. niektóre koacerwaty nabierają zdolności rozmnażania się, stając się prakomórkami
4. prakomórki ewoluują w typowe komórki organizmów żywych.

Dwa pierwsze punkty z tej listy można powtórzyć w laboratorium, nietrudno też sobie wyobrazić ostatni. Największym problemem jest punkt trzeci - jednak powstanie prakomórek z koacerwatów wydaje się bardziej prawdopodobne od powstania ich z wolnych cząsteczek, co jest jednym z powodów popularności tej teorii.